# Greg Holmes (rugbysta)
Greg Holmes (ur. 11 czerwca 1983 w Warwick) – australijski rugbysta przez całą karierę występujący na pozycji filara młyna w zespole Reds, zwycięzca Super Rugby w sezonie 2011. Reprezentant kraju, triumfator The Rugby Championship 2015, uczestnik dwóch Pucharów Świata, srebrny medalista z edycji 2015. W młodości lekkoatleta, srebrny medalista igrzysk Wspólnoty Narodów młodzieży w roku 2000.

## Lekkoatletyka
Uczęszczał do Allora State School i Downlands College, gdzie uprawiał lekkoatletykę w konkurencjach rzutowych. Ustanowił długo utrzymujące się szkolne i stanowe rekordy. Otrzymywał lokalne wyróżnienia za osiągnięcia w sporcie, zdobywał także medale mistrzostw kraju w juniorskich kategoriach wiekowych.
Znalazł się w australijskiej reprezentacji na Igrzyska Wspólnoty Narodów Młodzieży 2000, gdzie zdobył srebrny medal w pchnięciu kulą.

## Kariera klubowa
Grał w juniorskiej drużynie rugby league Wattles Warriors w Allora, a do szesnastego roku życia nie grał w pierwszej linii formacji młyna w rugby union.
W 2001 roku dołączył do klubu Sunnybank, gdzie w pierwszych dwóch sezonach grał w zespołach juniorskich, w drugim z nich otrzymując wyróżnienie dla najlepszego młodego zawodnika w stanie. Od 2003 roku występował w zespole seniorskim w rozgrywkach Queensland Premier Rugby triumfując w latach 2005, 2007 i 2011.
W latach 2003–2004 był członkiem Akademii Reds, następnie podpisywał z zespołem zawodowe kontrakty z ważnością ostatniego upływającą na koniec sezonu 2016. W rozgrywkach Super 12 zadebiutował w roku 2005 i przez ponad dekadę był stałym punktem stanowej drużyny. Pięćdziesiąty pojedynek w jej barwach rozegrał w 2010 roku, rok później triumfował z nią w rozgrywkach Super Rugby wyróżniwszy się w tym spotkaniu w opinii ówczesnego trenera Reds Ewena McKenzie. W roku 2013 później zaliczył setny występ w jego barwach, za cel stawiając sobie wówczas pobicie wynoszącego 148 meczów rekordu Seana Hardmana.
W inauguracyjnej edycji National Rugby Championship został przydzielony do zespołu Queensland Country zaliczając cztery spotkania. W jego składzie został także wymieniony rok później, nie zagrał jednak w żadnym spotkaniu z uwagi na obowiązki w kadrze.

## Kariera reprezentacyjna
Był stypendystą Queensland Academy of Sport i występował w stanowym zespole U-19. W 2004 roku został powołany do kadry U-21 na mistrzostwa świata w tej kategorii wiekowej. W tym turnieju wystąpił we wszystkich pięciu spotkaniach, a jego zespół uplasował się ostatecznie na czwartej pozycji.
W roku 2005 trzykrotnie wystąpił w kadrze A, zaliczył także debiut dla Wallabies. Rok później wystąpił w ośmiu testmeczach, pierwsze przyłożenie w kadrze zdobywając ponadpięćdziesięciometrowym sprintem przeciwko Irlandii. Pomimo kontuzji, która wyeliminowała go z pierwszej części sezonu reprezentacyjnego znalazł się w trzydziestce na Puchar Świata w Rugby 2007. Zagrał w nim w dwóch meczach, a jego zespół odpadł w ćwierćfinale. W kolejnych latach Holmes nie był powoływany do reprezentacji wskutek kontuzji bądź też braku uznania u selekcjonerów.
Do kadry powrócił po blisko ośmiu latach formą imponując podczas sezonu ligowego. Po występie z ławki rezerwowych z Argentyną wyszedł na boisko w wyjściowej piętnastce przeciw Springboks, a The Rugby Championship 2015 zakończyło się triumfem Australijczyków po zwycięstwie nad Nową Zelandią. Został następnie wymieniony w składzie na Puchar Świata w Rugby 2015, podczas którego zagrał w sześciu meczach, a Australijczycy w finale ulegli All Blacks.